# Île Ovale
L’île Ovale (en russe : Остров Овальный) est une île de Russie située dans l’archipel Nordenskiöld (kraï de Krasnoïarsk).